# Wrap Her Up
Wrap Her Up è un brano scritto ed interpretato dall'artista britannico Elton John; il testo è di Bernie Taupin. Davey Johnstone, Fred Mandel, Charlie Morgan e Paul Westwood sono accreditati come coautori. La canzone, distribuita come singolo, raggiunse il dodicesimo posto nella classifica inglese.

## Struttura del brano
Proveniente dall'album del 1985 Ice on Fire, si caratterizza come un brano pop rock, influenzato dalla new wave, e presenta numerosi musicisti. Elton non suona alcun tipo di strumento a tastiera, e duetta con George Michael; alla batteria è presente Charlie Morgan, al basso Paul Westwood e alla chitarra elettrica Davey Johnstone. Alle tastiere e ai sintetizzatori è messo in evidenza Fred Mandel, mentre ai vari tipi di sassofono troviamo David Bitelli e Phil Tod. Alle trombe sono presenti Paul Spong e Raul D'Oliveira; Rick Taylor si cimenta al trombone. L'arrangiamento degli archi è di James Newton Howard, mentre quello dei fiati è opera di David Bitelli e Gus Dudgeon. Infine, Kiki Dee, Kate Kissoon, Pete Wingfield e il già citato Davey Johnstone sono presenti ai cori.

## Significato del testo
Il testo di Bernie, enigmatico come molti dei suoi primi lavori, parla di una donna e potrebbe riferirsi alla prostituzione. Da notare l'incredibile numero di personalità femminili citate da Elton e George Michael alla fine del brano: spiccano, tra gli altri nomi, quelli di Marlene Dietrich, Marilyn Monroe, Brigitte Bardot, Linda Lovelace e Carolina di Monaco.